# Bonas
Bonas é uma comuna francesa na região administrativa de Occitânia, no departamento de Gers. Estende-se por uma área de 10,1 km². Em 2010 a comuna tinha 136 habitantes (densidade: 13,5 hab./km²).